# Nintendogs
 (février 2024).
Nintendogs est un jeu vidéo sorti en 2005, simulant un animal de compagnie virtuel. Le jeu donne la possibilité au joueur d'être maître d'un chien avec lequel il peut interagir grâce aux interfaces tels que le stylet, le microphone et l'écran tactile de la Nintendo DS dont il est une exclusivité.

## Système de jeu
Il est possible d'adopter un chiot parmi 6 races disponibles dans chaque cartouche du jeu possédée (il en existe 4 différentes. Il est possible d'en débloquer des races au fur et à mesure que le joueur avance dans le jeu). Il faut alors élever l'animal grâce aux différents outils contenus dans le jeu. Ainsi, le maître pourra nourrir son chien, le dresser, le laver, jouer avec, le brosser, l'éduquer, ou encore aller le promener selon un itinéraire choisi sur le plan du quartier. La console permet des interactions directes entre joueur et chiot. Ainsi, l'écran tactile permet via le stylet de caresser son animal, de lancer le frisbee ou encore de définir un chemin de promenade. Cette fonction exclusive à la Nintendo DS remplace en fait la main de l'homme dans le jeu. Avec le microphone, il est possible pour le maître de communiquer oralement avec son chiot pour l'appeler ou lui demander de faire des tours. Le mode Wi-Fi, surnommé ouaf, permet aux joueurs de faire rencontrer leurs compagnons et de s'occuper d'eux ensemble.
En plus des soins, des jeux et de la promenade, le joueur peut inscrire son chiot à 3 compétitions différentes, chacune divisée en 5 niveaux de difficulté, bon moyen de remporter de l'argent afin de mieux s'occuper de son animal :
- Le concours de disque (lancer de disque),
- Le concours d'agilité (agility),
- Le concours d'obéissance.

## Éditions
Voici la répartition des différentes races de chiens selon les versions du jeu :

### Éditions nippones
- Le Chihuahua et ses amis : Beagle, Cavalier King Charles Spaniel, Chihuahua, Golden Retriever, Shih Tzu.

- Le Teckel et ses amis : Berger allemand, Teckel, Husky, Pug (carlin), Yorkshire Terrier

- Le Labrador et ses amis : Pinscher nain, Berger des Shetland, Shiba Inu, Caniche, Berger allemand

- Le Shiba et ses amis : Shiba Inu, Caniche, Berger Shetland, Pinscher Nain, Corgi

### Éditions nord-américaines et européennes
- Le Chihuahua et ses amis : Boxer, Cavalier King Charles Spaniel, Chihuahua, Berger allemand, Berger Shetland, Yorkshire Terrier.

- Le Teckel et ses amis : Teckel, Carlin, Shih Tzu, Husky sibérien, Golden Retriever, Beagle

- Le Labrador et ses amis : Labrador Retriever, Pinscher nain, Schnauzer nain, Shiba Inu, Caniche, Welsh Corgi.

- Version Meilleurs amis : Beagle, Berger allemand, Golden Retriever, Labrador Retriever, Teckel, Yorkshire Terrier[2].

- Le Dalmatien et ses amis: Yorkshire Terrier, Beagle, Dalmatien, Berger allemand, Golden Retriever, Boxer.

À l'intérieur de chaque version, il est possible de débloquer les différents chiens en remplissant une multitude d'objectifs. Grâce au mode ouaf (multijoueur via le Wi-Fi), il est aussi possible d'acquérir des races issues d'autres versions du jeu en rencontrant les chiens d'autres joueurs.
Deux autres races sont cependant déblocables d'une manière plus secrète. C'est ainsi que le Jack Russell Terrier peut être disponible en ayant trouvé le Livre du Jack Russell et le Dalmatien en s'emparant du Casque de pompier, (exclusif aux versions US et EU).
Il est possible de s'occuper de trois animaux simultanément, mais l'Hôtel Oua Oua permet d'en garder 5 autres et de changer de chien à tout moment.

## Développement
À l'origine, Nintendogs était prévu pour la GameCube mais le projet fut porté sur la console portable. Le jeu a fait sa première apparition officielle à l'E3 2004 sous forme d'une démo. Pendant un temps, la version américaine du soft devait être nommée Puppy Times.
Sa sortie au Japon, ainsi que celle de Brain Training propulseront les ventes de son support sur l'archipel, qui connaissait jusqu'alors des ventes plutôt moyennes.
Alors qu'une commercialisation pour les marchés américains et européens était jusqu'alors hypothétique, l'ampleur du succès convainc Nintendo d'exporter le jeu.
Après une sortie plus que satisfaisante aux États-Unis, la surprise viendra du marché européen, puisque la sortie du jeu combinée à une baisse de prix de vingt euros de la Nintendo DS ainsi que la disponibilité de deux nouveaux coloris (bleu et rose) propulseront les ventes de cette dernière sur le vieux continent qui seront multipliées par huit en une semaine.

Le jeu connaît alors son plus grand succès qui engendre notamment une rupture de stock record de quatre mois en France. Aujourd'hui encore[Quand ?], il y a au moins une version qui apparaît dans les vingt meilleures ventes de logiciels vidéo-ludiques hebdomadaires depuis son lancement.
Le succès est tel que Nintendo lance alors une quatrième version du jeu, Nintendogs : Dalmatien et ses Amis, identique aux versions précédentes à l'exception d'une fonction supplémentaire, permettant de débloquer une race difficile à obtenir sur les autres opus : le dalmatien. L'Europe se verra alors recevoir le rare honneur d'accueillir en premier cette nouvelle version, le 16 juin 2006, alors que les États-Unis attendront pour leur part le 16 octobre de la même année, et que le Japon ne se l'offrit jamais.
Ainsi en Europe, une Nintendo DS sur deux possède au moins une version de Nintendogs, soit un ratio rarissime de 50 %.
Équipe de développement
- Producteur général : Shigeru Miyamoto
- Producteur : Hideki Konno
- Réalisateur : Kiyoshi Mizuki
- Réalisateur système : Takayuki Shimamura
- Dog/Script Director : Kunio Watanabe[Lequel ?]
- Object/Walking-Mode Director : Katsuhito Nishimura
- Programming Director : Tsutomu Kaneshige
- Dog Programming : Yoshitaka Ajioka
- UI Programming : Yuzuru Ogawa, Hiroyuki Koono
- Object/UI Programming : Soichi Nakajima
- Object/Wireless System Programming : Yasushi Ebisawa
- Design Director : Junji Morii
- Design 3D : Michiho Hayashi, Akito Osanai, Kenji Shinmoto, Masaaki Ishikawa, Masanobu Sato, Mieko Ajima, Hideaki Takamura
- UI Design : Tomoko Ichikawa, Takahiro Hamaguchi, Satoshi Furukawa
- Effect Design : Keijiro Inoue, Motoaki Fukuda
- Design Advisor : Yoshiki Haruhana[1]

## Critiques
Le jeu a reçu de très bonnes critiques, en mai 2005, avec un score maximal de 40/40 par le magazine nippon Famitsu ; récompense qu'il partageait avec seulement 5 autres jeux-vidéo dans toute l'histoire vidéo-ludique à l'époque : The Legend of Zelda: Ocarina of Time, Soul Calibur, Vagrant Story, The Legend of Zelda: The Wind Waker, et Final Fantasy XII.
C'est le premier jeu de la Nintendo DS à recevoir le prix du choix de l'éditeur chez GameSpot.

## Ventes
Le jeu est sorti au Japon le 21 avril 2005 avant les États-Unis le 22 août où il fut écoulé à près de 250 000 exemplaires lors de la première semaine de vente. Aux É.-U., ce serait près de 15 % des possesseurs de Nintendo DS qui ont acheté Nintendogs. Le jeu est sorti le 7 octobre en France, et connaît un succès comparable en Europe. Des clones sont même en préparation à destination de la Game Boy Advance.
Le jeu en est d'ailleurs le jeu le plus vendu de son support, avec en juin 2007, 13,6 millions d'exemplaires vendus alors que le parc de la console, lui, est de 43 millions. 
Les ventes respectives par continent sont de 1,62 million d'exemplaires au Japon, 5,4 pour les États-Unis et 6,8 millions pour l'Europe pour un parc respectif de son support de 17,6, 12,8 et 14,0 millions d'exemplaires installés.